# Pestîcevske, Lohvîțea
Pestîcevske (în ucraineană Пестичевське) este un sat în comuna Rîhî din raionul Lohvîțea, regiunea Poltava, Ucraina.

## Demografie
Componența lingvistică a localității Pestîcevske
     Ucraineană (100%)
Conform recensământului din 2001, toată populația localității Pestîcevske era vorbitoare de ucraineană (100%).